# سیب فوجی

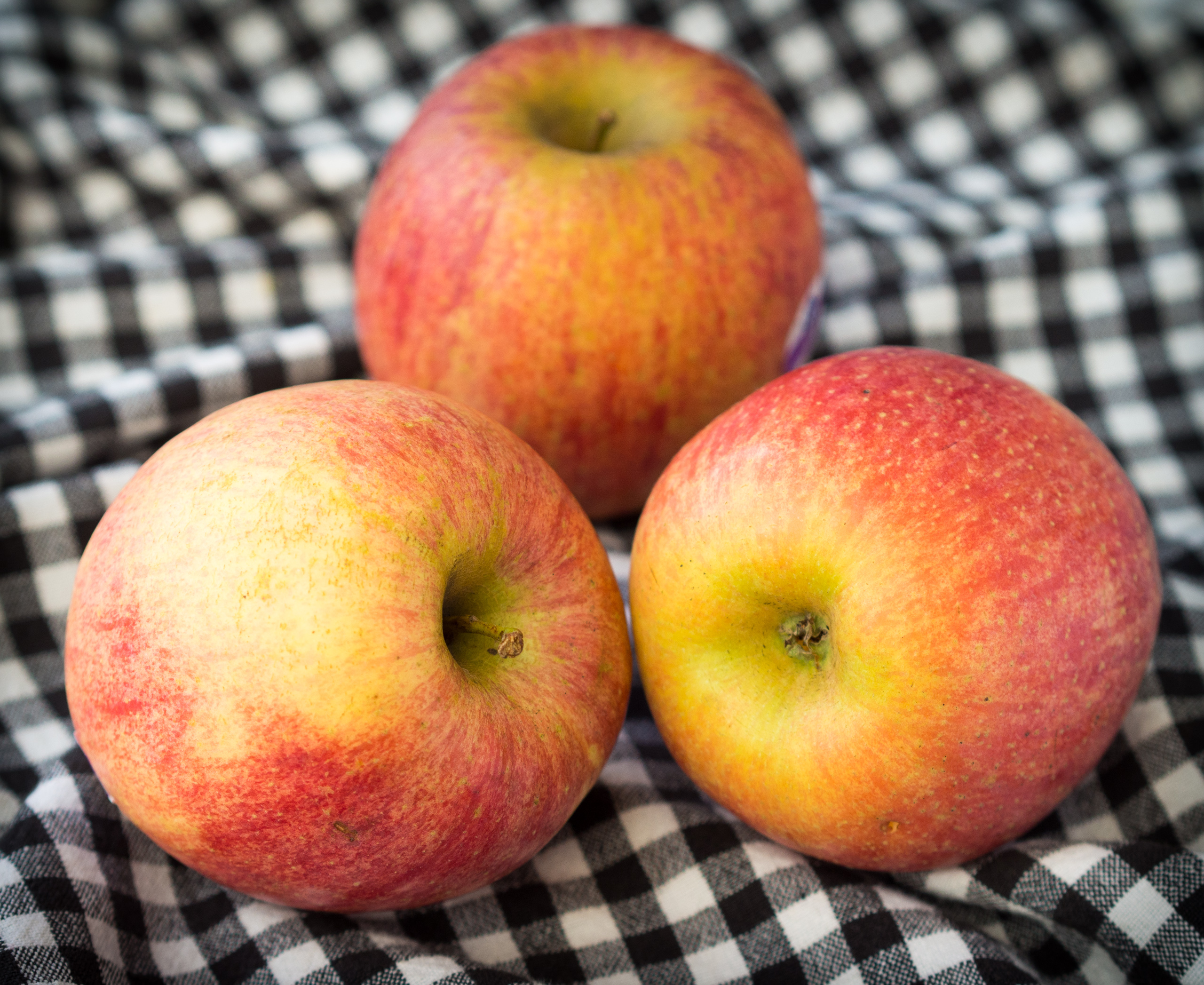
سیب فوجی

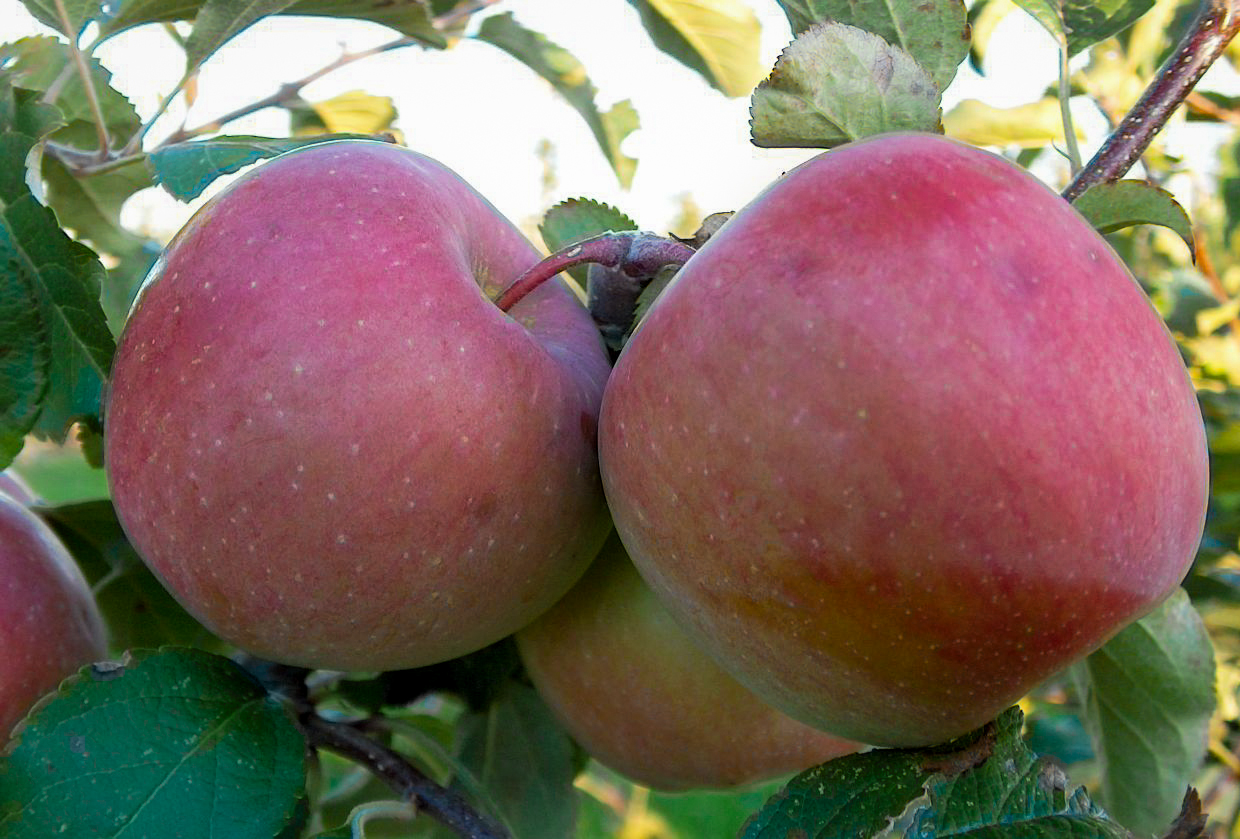
سیب فوجی کیکو روی درخت

سیب فوجی یک سیب پیوندی است که توسط پرورش دهندگان سیب در ایستگاه تحقیقاتی توهوکو (農林省園芸試験場東北支場) در فوجی ساکی، اُموریا، ژاپن در اوایل دهه ۱۹۳۰ پرورش یافته‌است. و در سال ۱۹۶۲ وارد بازار شده‌است. این سیب از پیوند دو نوع سیب آمریکایی سیب سرخ و سیب قدیمی ویرجینیا سیب رالز گنت پرورش یافته‌است. براساس نوشته وب سایت اتحادیه سیب ایالات متحده آمریکا این سیب یکی از ۱۵ رقم سیب معروف ایالات متحده است. این سیب به نام موسسه‌ای که در آن به عمل آمده‌است نامگذاری شد. این نوع سیب در اواخر تابستان رسیده و طعم شیرین و آبداری دارد.